# Підсоколик африканський
Підсоколик африканський (Falco cuvierii) — вид соколоподібних птахів родини соколових (Falconidae). Видову назву надано на честь французького зоолога Жоржа Кюв'є.

## Опис
Дрібний, тонкий сокіл з темною спиною і рудуватими черевом, щоками, потилицею і горлом. На близькій відстані чорні смуги можна побачити на горлі і боках. Шкіра обличчя і ніг — жовті. Довжина тіла — 20 см, розмах крил — 70 см.

## Поширення
Вид поширений в Африці: Ангола, Бенін, Ботсвана, Буркіна Фасо, Бурунді, Камерун, Центрально-Африканська Республіка, Чад, Республіка Конго, Демократична Республіка Конго, Кот-д'Івуар, Ефіопія, Габон, Гамбія, Гана, Гвінея, Гвінея-Бісау, Кенія, Ліберія, Малаві, Малі, Мозамбік, Намібія, Нігер, Нігерія, Руанда, Сенегал, Сьєрра-Леоне, Сомалі, Південна Африка, Судан, Есватіні, Танзанія, Того, Уганда, Замбія і Зімбабве. Цей вид мандрує, шукаючи джерела їжі.